# Sorex planiceps
Sorex planiceps is een zoogdier uit de familie van de spitsmuizen (Soricidae). De wetenschappelijke naam van de soort werd voor het eerst geldig gepubliceerd door Miller in 1911.

## Voorkomen
De soort komt voor in China, India en Pakistan.